# Тома Фанара
Тома Фанара (фр. Thomas Fanara, 24 квітня 1981) — французький гірськолижник, чемпіон світу.
Фанара спеціалізується в гігантському слаломі.
Золоту медаль чемпіона світу він виборов у складі збірної Франції в командних змаганнях на чемпіонаті світу 2011, що проходив у Гарміш-Партенкірхені.